# Automotive Network Exchange
Das Automotive Network Exchange (ANX) ist ein Virtual Private Network (VPN), das ursprünglich durch die  Automotive Industry Action Group, Telcordia, General Motors, Ford und Chrysler aufgesetzt und betrieben wurde, um die amerikanischen Automobilhersteller und -zulieferer zu bedienen. Zwischenzeitlich hat sich der Kundenkreis jedoch auch auf den Bankensektor ausgeweitet und der Medizinsektor zeigt auf dem Hintergrund der für ihn geltenden Gesetze zur Informationssicherheit ebenfalls reges Interesse.
Das Netz wurde zuerst 1995 aufgebaut. 1999 wurde es an die Science Applications International Corporation (SAIC) veräußert und der Betrieb erfolgte fortan durch ANXeBusiness. Während der folgenden sechs Jahre stieg die Teilnehmerzahl um 4000 Unternehmen. 2006 wurde ANXeBusiness von One Equity Partners aufgekauft. 
Die Entsprechung des ANX ist in Europa das European Network Exchange (ENX) und in Japan das Japanese Network Exchange (JNX).